# 桂阳府
桂阳府，明朝时设置的府。
洪武元年（1368年）改桂阳路为府，治所在平阳县（今湖南省桂阳县）。属湖广布政使司。辖境相当今湖南省桂阳、临武、蓝山、嘉禾等县地。九年（1376年），降为桂阳县。 